# アーウィン・ローズ
アーウィン・ローズ（Irwin A. Rose、1926年7月16日 - 2015年6月2日）は、アメリカの生物学者。2004年に「ユビキチンを介したタンパク質分解の発見」により、アーロン・チカノーバーとアブラム・ハーシュコと共にノーベル化学賞を受賞した。

## 経歴
ローズは1926年にニューヨーク州で生まれた。第二次世界大戦により海軍へと入隊する前、ワシントン州立大学に一年間在籍した。戦後に復員するとシカゴ大学へと入学、1948年に理学士号を取得、1952年に生化学専攻で博士号を得た。2004年にノーベル化学賞を取得。
彼のユビキチン(ubiquitin； UB)に関する偉大な業績は、フィラデルフィアのフォックスチェースがんセンター(Fox Chase Cancer Center : FCCC)在籍時に数人の博士研究員を指導していた時に成された。その中には、ユビキチン鎖の発見者であるアート・ハース(Art Haas)や、APF-1とユビキチンが同一のものであると初めて同定したケイス・ウィルキンソン(Keith Wilkinson)、ユビキノンの分野において世界的な酵素学者であるセシル・ピッカート(Cecile Pickart)らがいた。なお、夏になるとローズはしばしばケイス・ウィルキンソンとアート・ハースを伴い、ハーモニカを持って、アーロン・チカノーバーやアブラム・ハーシュコの研究室へ旅行に行った。
カリフォルニア大学アーバイン校(UCI)の医学部で、生物物理学と生理学の教授として勤務していた。
2015年6月2日死去。88歳没。

## 論文
- Hershko, A., Ciechanover, A., and Rose, I.A. (1979) "Resolution of the ATP-dependent proteolytic system from reticulocytes: A component that interacts with ATP". Proc. Natl. Acad. Sci. USA 76, pp. 3107-3110.
- Hershko, A., Ciechanover, A., Heller, H., Haas, A.L., and Rose I.A. (1980) "Proposed role of ATP in protein breakdown: Conjugation of proteins with multiple chains of the polypeptide of ATP-dependent proteolysis". Proc. Natl. Acad. Sci. USA 77, pp. 1783-1786.